# Comuna Șandrivka, Iuriivka
Șandrivka (în ucraineană Шандрівка) este o comună în raionul Iuriivka, regiunea Dnipropetrovsk, Ucraina, formată din satele Novoșandrivka și Șandrivka (reședința).

## Demografie
Componența lingvistică a satului Șandrivka
     Ucraineană (94,87%)
     Rusă (5,13%)
Conform recensământului din 2001, majoritatea populației satului Șandrivka era vorbitoare de ucraineană (94,87%), existând în minoritate și vorbitori de rusă (5,13%).